# Catalina Larranaga
Catalina Larranaga, również jako Carol Larranaga, Catalina Martone (ur. 27 listopada 1969 w El Paso) – amerykańska aktorka, znana głównie z występów w telewizyjnych filmach erotycznych z gatunku softcore produkowanych i emitowanych przez Playboy TV i w paśmie nocnym kanału Cinemax – Max After Dark, a także w thrillerach.

## Biografia
Po zakończeniu kariery aktorskiej, w 2006 wraz z mężem Charliem Martone’em założyła centrum zdrowia w Santa Monica w Kalifornii. Równocześnie jako Kitty Martone rozpoczęła działalność promującą zdrowie publiczne poprzez swoją witrynę internetową Healthy Gut Girl. Jako certyfikowana praktyk zdrowia i doradca żywieniowy jest autorką bloga i książek nt. zdrowego odżywiania, a także prowadzi podcasty dotyczące żywienia człowieka na swoim profilu w serwisie YouTube. Wraz z mężem mieszka w Venice w Kalifornii.

## Wybrana filmografia
- Erotic Confessions (serial; 1994) jako Jenna / Erica / tancerka
- Anioł ciemności (serial; 1999-2004) jako kelnerka-wampirzyca
- Kobra królewska (King Cobra; 1999) jako Kathryn Burns
- Playboy: Wyznania Torri (Word of Mouth; 1999) jako Torri
- Passion Cove (serial; 2000) jako Katy
- Biurowe igraszki (Corporate Fantasy; 1999) jako Gloria (również scenarzystka)
- Dom miłości (House of Love; 2000) jako Melinda
- Miłość jak sen (Loveblind; 2000) jako Channi
- Zamek Erosa (Castle Erotica; 2002) jako Isabel
- Embrace the Darkness II (2002) jako Lizzie
- Las Vegas (serial; 2003) jako Karla Marine
- Read You Like a Book (2006) jako Gina